# アンナ (キエフ大公妃)
アンナ（ギリシア語：Άννα；古ルーシ語:Анна、963年3月13日 - 1011年あるいは1012年）は、キエフ大公国の大公ウラジーミル1世の妃。
東ローマ帝国の皇帝ロマノス2世の娘で、バシレイオス2世の妹。

## 概要
ウラジーミル1世がバシレイオス2世の援軍をしたことから、バシレイオス2世がウラジーミル1世に縁組させた。
ウラジーミル1世とアンナの結婚でキエフ大公国の国教がキリスト教（東方正教会）になり、正教会の勢力が拡大した。
年代記によれば、美人で気の強い性格だったと言われる。